# Spallanzania sparipruinatus
Spallanzania sparipruinatus är en tvåvingeart som beskrevs av Chao och Shi 1982. Spallanzania sparipruinatus ingår i släktet Spallanzania och familjen parasitflugor. Inga underarter finns listade i Catalogue of Life.